# كالافيسي
كالافيسي هي بحيرة متوسطة الحجم في سافو الشمالية، فنلندا الشرقية الواقعة حول بلدة كوبيو. جنباً إلى جنب مع البحيرات سوفاسفسي، ميلافيسي، جوروسفسي، موروفسي، رستافسي، كالافسيي. يشكل 890 كيلومتراً مربعاً (340 ميل مربع) نظام بحيرة اسمه ايزو كالا.